# Saint-Sauvier
 Saint-Sauvier  là một xã ở tỉnh Allier thuộc miền trung nước Pháp.